# 4-й цикл сонячної активності
4-й цикл сонячної активності — четвертий цикл сонячної активності від 1755 року, коли розпочався систематичний моніторинг кількості сонячних плям. Сонячний цикл тривав 13,6 років, від вересня 1784 року до квітня 1798 року (перекриваючись, таким чином, з мінімумом Дальтона). Максимальне протягом цього сонячного циклу значення числа Вольфа для кількості сонячних плям спостерігалося в лютому 1788 року і становило 235,3, а початковий мінімум числа Вольфа становив 15,9.
Нещодавно висували припущення, що цикл 4, найдовший сонячний цикл з 1755 року, насправді складався з двох циклів. Таке припущення ґрунтується на появі нових сонячних плям на високих сонячних широтах у 1793—1796 роках та реконструкції «діаграми-метелика» для розподілу сонячних плям за часом і широтами на циклах 3 та 4, хоча загальна кількість сонячних плям демонструє розподіл з лише одним піком.